# Нове
Нове (пол. Nowe, нем. Neuenburg in Westpr.) — город в Польше, входит в Куявско-Поморское воеводство, Свецкий повят. Имеет статус городско-сельской гмины. Население — 6270 человек (на 2004 год).

## История

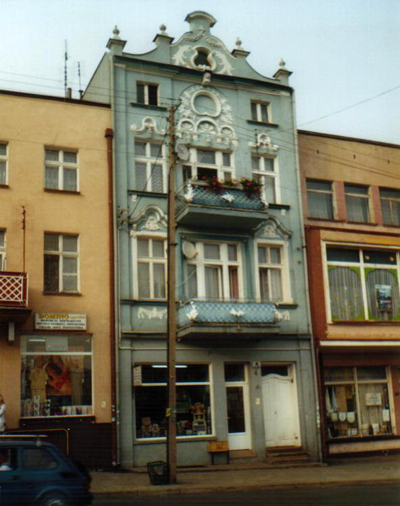
Рынок

### Вторая мировая война
Город Нове был освобожден от нацистской оккупации 19 февраля 1945 года 2-й ударной армией. Список известных погибших советских солдат при освобождении города и окрестностей приведен ниже:

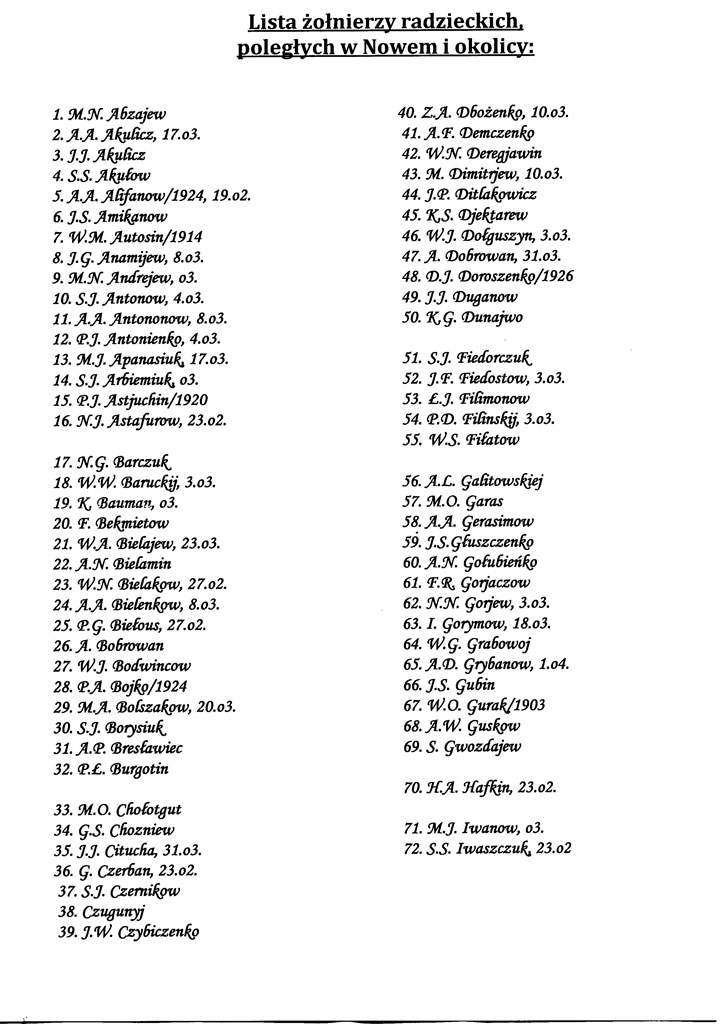
Список похороненных советских солдат в Новом стр. 1
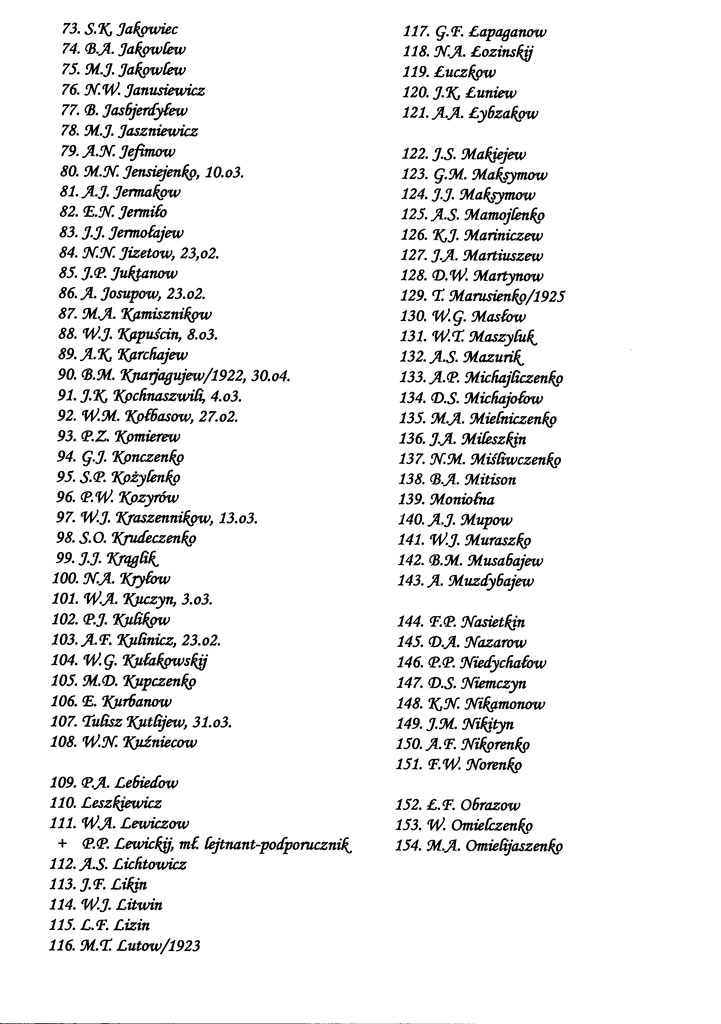
Список похороненных советских солдат в Новом стр. 2
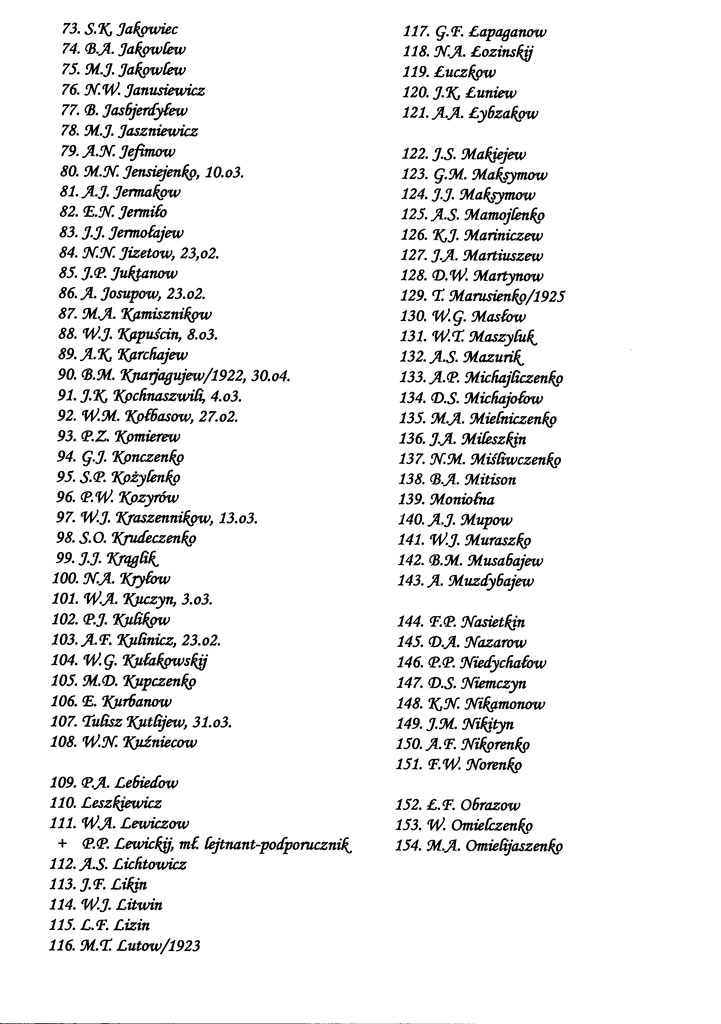
Список похороненных советских солдат в Новом стр. 3

Списки получены у местного краеведа в доме культуры города.
На мемориальной доске памятника погибшим указано, что в братской могиле похоронено 657 человек.